# 小金井喜美子
小金井 喜美子（こがねい きみこ、明治3年11月29日（1871年1月19日） - 昭和31年（1956年）1月26日）は、近代日本の歌人・翻訳者。
近代詩の形成に多大な影響を与えた訳詩集『於母影』の共訳者として、紅一点で名を連ねるなど、女性文学者として明治期に若松賤子と並び称された歌人･随筆家である。夫は日本解剖学会初代会長などをつとめた小金井良精（良精は再婚）、長兄は文豪森鷗外、次兄は劇評家の三木竹二（森篤次郎）、孫の一人は作家の星新一。家族・知人などの回想記を多く著し、とりわけ鷗外と竹二に関する記述は、鷗外研究で重要な資料となっている。

## 生涯
1871年1月19日（明治3年11月29日）、石見国（現島根県）津和野で津和野藩医、森静泰（後年、静男と改名）と峰の間に長女として生まれた（本名キミ）。2歳半で上京後、向島で暮らし、11歳のとき父親の医院移転にともない千住北組に引っ越した。当時、女子の教育制度があまり整備されていなかったこともあり、千寿小学校を卒業後、関澄桂子の私塾で書道などを、佐藤応渠に漢学を、宮内省歌道文学御用掛の福羽美静に和歌を学ぶ。1885年（明治18年）秋、その福羽の勧めにより、東京女子師範学校付属高等女学校（現・お茶の水女子大学附属高等学校）に入学した。
鷗外がドイツ留学中、喜美子に縁談が複数あったものの、十代の喜美子が唯一の娘であったため、森家は鷗外が帰国してから相談するとして話を急がなかった。しかし鷗外の親友、賀古鶴所が鷗外に縁談を伝えたところ、すぐに結婚が決まった。その相手は、鷗外からみて大学の先輩にあたり、ドイツ留学から帰国していた小金井良精であった。良精は先妻を病気で亡くしていた。1888年（明治21年）に女学校を卒業し、18歳で結婚。
同年9月に鷗外が帰国し、やがて文芸活動を始めると、新妻の喜美子も参加した。ときには、深夜まで鷗外宅で翻訳をしていると、心配した小金井家の人が迎えに来ることもあったという。1889年（明治22年）8月、雑誌『国民之友』夏期付録として訳詩集『於母影』（共訳）が刊行された。喜美子は、訳者5人のうち唯一の女性であった。その後も、精力的に翻訳をつづけ、石橋忍月には、「若松賤子と並ぶ閨秀の二妙」とまで讃えられた。
同居した姑と仲が良かったものの、子供4人の出産･育児と家事に追われる中、1898年（明治31年）1月に胃の出血で倒れると、しばらく筆を絶った。1909年（明治42年）、創刊された『スバル』に「向島の家」や「千住の家」など身辺雑記のような随筆を発表。1911年（明治44年）、平塚らいてうらが『青鞜』を創刊する際、請われて鷗外の妻しげ子とともに賛助員になった。その後、昭和期に入っても、身辺雑記のような随筆を発表した。
歌人として常磐会に参加したり、『明星』の後継誌『冬柏』（与謝野寛･晶子が主宰）に投稿したりした。とくに六十代に入ると、伊勢や熊野、南紀、北海道、雲仙などに一人旅をし、詠んだ歌を『冬柏』に投稿した。1940年（昭和15年）に歌文集『泡沫千首』（私家版）を、1943年（昭和18年）に『森鷗外の系族』を刊行した。晩年は、孫20人にめぐまれ、一族で会食をすることもあり、しばしば夫と夜遅くまで会話を楽しむ等、穏やかな日々をすごした。1955年（昭和30年）10月に随筆「普請中」を発表し、翌1956年（昭和31年）1月26日に他界。享年85。同年遺著として『鷗外の思い出』が刊行された。
なお葬儀に際し、70年来の知人で、鷗外とも親交の深かった佐佐木信綱が次の歌をたむけた。
吾背の君兄君のもとにいゆきましてかたりいまさむうつし世のさまを

## 主な翻訳
- 「星」ドオデエ『日本之女学』（後日『やまと錦』に再掲）
- 「黒き王」フライリヒラアト『やまと錦』
- 訳詩集「於母影」（共訳）『国民之友』、1889年。
- 「あやしき少女」『しがらみ草紙』、1889年。
- 「王宮」アンデルセン作『国乃もとゐ』、1889年。
- 「革一重」聊斎志異より『しがらみ草紙』、1890年。
- 「人肉」石点頭『しがらみ草紙』、1890年。
- 「新学士」ハイゼ（共訳）『しがらみ草紙』、1890-92年。
- 「浴泉記」レルモントフ『しがらみ草紙』、1892-94年。
- 「浮世のさが」ハイゼ『太陽』、1895年。
- 「名誉夫人」ヒンデルマン『文芸倶楽部』、1895年。
- 「あづまや」ヒルデック『めざまし草』、1896年。
- 「指くひたる女」レイモンド『智徳会雑誌』、1896年。
- 「心づくし」パフラパン『文芸倶楽部』、1897年。

## 著作
- 歌文集『泡沫千首』私家版、1940年。
- 『森鷗外の系族』大岡山書店、1943年。復刻版「近代作家研究叢書15」日本図書センター、1985年。岩波文庫、2001年
- 『鷗外の思ひ出』八木書店、1956年。岩波文庫、1999年
- 新編『泡沫（みなわ）の歌　森鴎外と星新一をつなぐひと』星マリナ編、新潮社図書編集室（自費出版）、2018年